# Cymatoderma venezuelae
Cymatoderma venezuelae är en svampart som beskrevs av D.A. Reid 1965. Cymatoderma venezuelae ingår i släktet Cymatoderma och familjen Meruliaceae.   Inga underarter finns listade i Catalogue of Life.